# ラパチョ

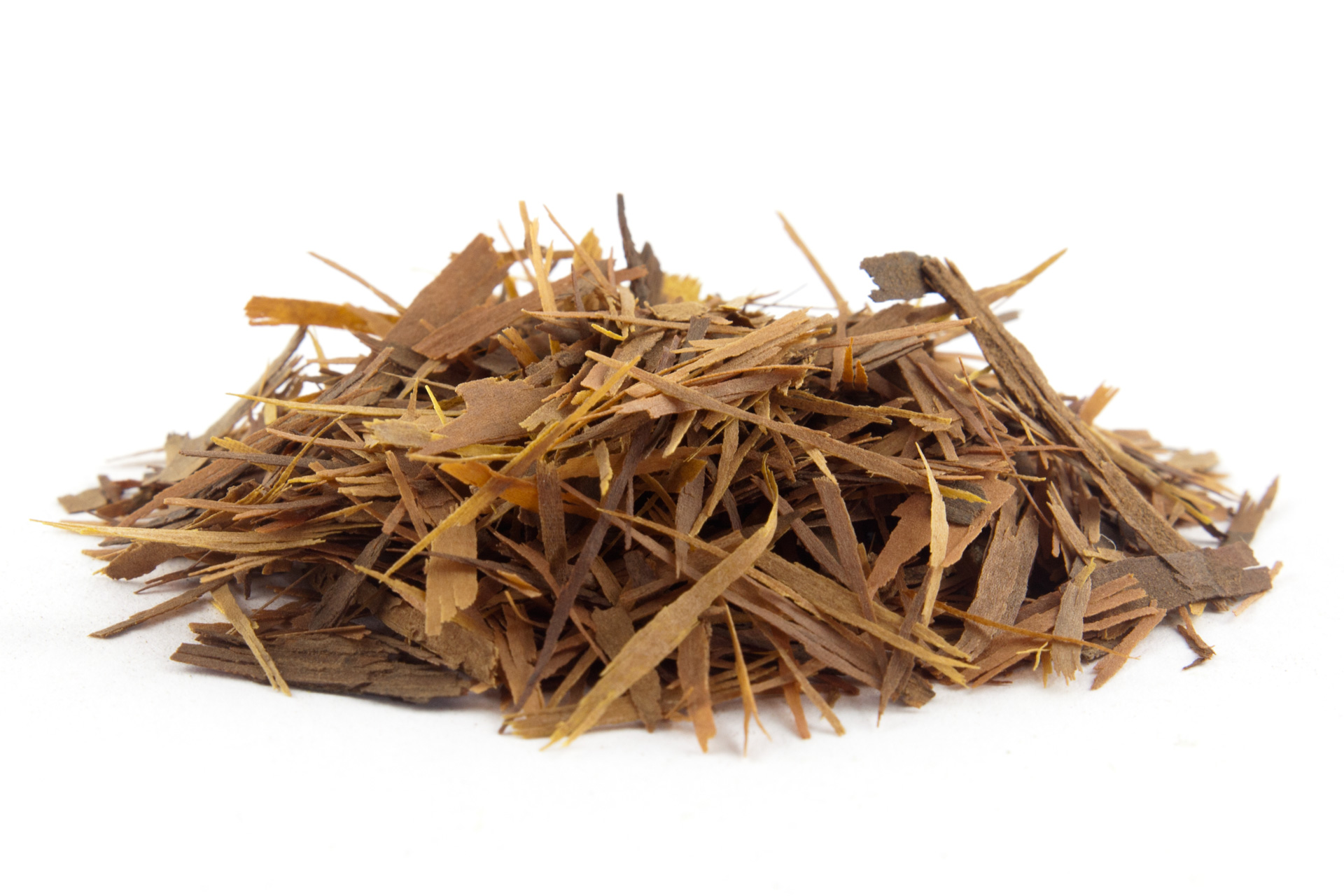
ラパチョ

ラパチョ (Lapacho) は、民間治療で使用される煎じ飲料。タヒボ (Taheebo) とも呼ばれる。パウダルコ（Pau d'arco：紫イペ）の樹皮の内側層からつくられる。

## 概要
南および中央アメリカの先住民（主にインディオ）が、古くインカ帝国の時代より発熱や感染症、胃の不快症状などに使用してきた。
原料となるパウダルコとは、南米の熱帯雨林において高木で、ノウゼンカズラ科タベブイア属の樹木のうち、紫色の花をつけるものが使用される (Ipe-roxo)。つまりパウダルコは、Tabebuia heptaphylla、T. impetiginosa、T. avellanedae の総称であるが、このうち T. avellanedae のみを区別してラパチョと称する人もいる。
樹皮と木質部に間に存在する、7mmほどの内部樹皮が使用される。俗に、「免疫機能を高める」「関節炎や痛みを和らげる」といわれているが、ヒトでの有効性については信頼できるデータが見当たらない。安全性については、過剰摂取は激しい吐き気、嘔吐、めまい、下痢、貧血、出血傾向、場合によっては重篤な悪影響を引き起こすことが報告されている。妊娠中や授乳中の経口使用はおそらく危険と思われることから、摂取は避ける。ラットでの実験により、堕胎効果や生殖毒性が確認されているラパコールが有効成分として確認されている。その他の成分として、βラパコーン、キシロイジンなども含まれる。

## 効果
民間療法として癌などの慢性疾患の治療に効果があることが期待されているが、アメリカ癌協会は副作用の点より、ラパチョを癌の治療に使用することは推奨していない。その理由としては、いままでの臨床研究では癌の抑制効果を示すエビデンスが認められないことを挙げている。
俗に、「免疫機能を高める」「関節炎や痛みを緩和する」とされるが、人間においては有効性を支持する客観的データーは示されていない。逆に過剰摂取によって激しい嘔気、嘔吐、めまい、下痢、貧血、出血傾向、場合によっては重篤な悪影響を引き起こすことが報告されている。妊娠中や授乳中の経口使用はラットで堕胎効果が示されていることより、危険である可能性が高い。授乳中の人についても飲用は避けるべきとされている。
俗に血糖上昇を抑制するとされるが、ラットの胃内にスクロースを持続投与しながらタヒボ茶200倍濃縮液2.4 mL/kgを胃内へ投与したところ、門脈血漿中のグルコース濃度の上昇に対する抑制効果は認められなかった。
日本でも、「ラパチョ・ティー」や「ラパチョ茶」と称して輸入販売されている。